# Zé Bodeco
José Bonifácio Tamm de Andrada (Belo Horizonte, 26 de junho de 1935 – 16 de janeiro de 2008), também conhecido como Zé Bodeco, foi um advogado, político, produtor rural e dirigente esportivo brasileiro. Pertencente a uma tradicional família política mineira, era filho de José Bonifácio Lafayette de Andrada e Vera Raymunda Tamm de Andrada, e irmão de Bonifácio José Tamm de Andrada e Luiza Maria Tamm de Andrada.
Formado em Direito pela Pontifícia Universidade Católica do Rio de Janeiro (PUC-Rio), atuou como advogado e produtor rural. Iniciou sua trajetória política como vereador de Barbacena entre 1963 e 1966 e foi eleito deputado estadual de Minas Gerais por seis mandatos consecutivos, de 1975 a 1998. Ao longo da carreira, foi filiado à UDN, ARENA, PDS, PTB e PSDB.
Foi casado com Maria Aparecida Leal de Andrada, conhecida como Dona Cidinha.

## Atuação esportiva
Fora da política, teve forte ligação com o esporte em Barbacena. Na juventude, foi desportista e, posteriormente, dirigente do tradicional Villa do Carmo Esporte Clube, onde ocupou cargos de liderança e presidência em diferentes momentos. Recebeu diversas homenagens do clube por sua atuação desportiva e dedicação à comunidade local.

## Legado e homenagens
Após seu falecimento, ocorrido em Belo Horizonte em 16 de janeiro de 2008, foi velado no Solar dos Andrada e sepultado no Cemitério da Boa Morte, em Barbacena. A missa de corpo presente foi celebrada na Basílica de São José Operário, com a presença do então arcebispo de Aparecida, dom Raimundo Damasceno, e ampla participação popular. O cortejo contou com caminhão do Corpo de Bombeiros e a presença de autoridades como o senador Eduardo Azeredo, o presidente da Assembleia Legislativa de Minas Gerais, Alberto Pinto Coelho, e o secretário de Estado Danilo de Castro. O auditor do TCE-MG, Édson Antônio Arger, destacou sua “extraordinária decência e postura”, chamando-o de “síntese das melhores qualidades dos políticos mineiros”.
Em 4 de março de 2008, o deputado federal José Santana de Vasconcellos prestou homenagem póstuma no plenário da Câmara dos Deputados, destacando sua trajetória pública.
Seu nome batiza uma rua no distrito de Bichinho, em Tiradentes (MG), e também a rodovia MG-135, que liga Barbacena ao município de Bias Fortes. Esta rodovia foi oficialmente denominada Rodovia Deputado José Bonifácio – Zé Bodeco pela Lei nº 17.691, de 31 de julho de 2008 da Assembleia Legislativa de Minas Gerais.